# 罂粟碱
罂粟碱（英語：papaverine）音译帕帕非林，是一种阿片生物碱解痉药，最早是由罂粟中分离而得，属于一种苄基四氢异喹啉类生物碱。
罂粟碱主要用于治疗内脏痉挛、血管痉挛（特别是涉及到心脏与大脑的血管平滑肌痉挛）并间或用于勃起功能障碍。尽管它存在于罂粟之中，罂粟碱在结构与药理学作用上都与镇痛（吗啡相关）阿片生物碱（阿片類藥物）有区别。

## 外部連結
- 罌粟堿 Papaverine （页面存档备份，存于） 中草藥化學圖像數據庫 (香港浸會大學中醫藥學院) （中文）（英文）